# Hasarius adansoni
Hasarius adansoni är en spindelart som först beskrevs av Jean Victor Audouin 1826.  Hasarius adansoni ingår i släktet Hasarius och familjen hoppspindlar. Arten är reproducerande i Sverige. Inga underarter finns listade i Catalogue of Life.